# Jason Kenny
Jason Kenny (n. 23 martie 1988, Bolton, Anglia, Regatul Unit) este un ciclist britanic care concurează la ciclism pe velodrom. Kenny deține recordul pentru cele mai multe medalii de aur obținute de un sportiv britanic la olimpiadă (7). Este de asemenea și de 3 ori campion mondial.  
A concurat la Jocurile Olimpice din 2008, 2012, 2016 și 2020. A câștigat cel puțin o medalie de aur la fiecare ediție.